# Élan (Francia)
Élan è un comune francese di 80 abitanti situato nel dipartimento delle Ardenne nella regione del Grand Est. Il 1º gennaio 2019 fu accorpato con i comuni di Boutancourt e Balaives-et-Butz al comune di Flize.

## Abbazia di Élan
L'abbazia cistercense di Élan fu fondata da san Ruggero il 1º agosto 1148, come filiazione dell'abbazia di Loroy. Immersa nel cuore della foresta di Élan, è sorta nel luogo in cui si trovava una fonte la cui acqua è ritenuta miracolosa per l'intercessione del santo fondatore. L'abbazia fu chiusa nel 1791 in seguito alle soppressioni della Rivoluzione francese. 
Il sito dell'abbazia di Élan comprende: il palazzo abbaziale del XVI secolo, la casa abbaziale del XVII secolo, al cui interno si trovano l'ufficio del turismo e una mostra sulle abbazie cistercensi in Francia, la chiesa di Notre-Dame d'Élan, rimaneggiata fra il XVIII e il XIX secolo, e la cappella di San Ruggero.

## Società

### Evoluzione demografica
Abitanti censiti